# Mónika Christodoúlou
Mónika Christodoúlou (en griego: Μόνικα Χριστοδούλου) (Atenas, Grecia; 26 de mayo de 1985), conocida bajo su nombre de escena Mónika, es una cantautora y multinstrumentista griega.
Canta y toca el piano, la guitarra, el saxofón, el acordeón y  la batería.

## Biografía
Nacida el 26 de mayo de 1985 en Atenas, Mónika ha crecido en diferentes ciudades de Grecia, como Corinto, Lamía y Karpenisi a causa del trabajo de su padre (doctor).
En 2004, entró en la escuela de matemáticas a la universidad nacional capodistrienne de Atenas donde ha estudiado durante tres años.

## Carrera musical

### 1999-2004
En 1999, hace sus comienzos en la música cogiendo el grupo de rock de su hermano, Serpentine, donde cantaba y tocaba la guitarra y del saxo.
El grupo se separó en 2004 y Mónika comenzó desde entonces una carrera en solitario.

### Desde 2008
El primer álbum de Mónika, Avatar, fue presentado en 2008, y le seguiría su segundo trabajo, Exit, en 2010. Ambos álbumes obtuvieron disco de platino y sus composiciones han sido acogidas con éxito.

## Discografía

### Álbumes
- Avatar (2008), Archangel Music
- Exit (2010), Archangel Music
- Secreto in the Dark (2014), Archangel Music

### EP
- Primal (2013), Archangel Music

### Singles
- Over the Hill (2008), Archangel Music
- Baby (2009), Archangel Music